# Swainsona decurrens
Swainsona decurrens är en ärtväxtart som beskrevs av Alma Theodora Lee. Swainsona decurrens ingår i släktet Swainsona och familjen ärtväxter. Inga underarter finns listade i Catalogue of Life.